# Hans Lamborn
Hans Lamborn är ett gemensamt pseudonym för författarna Torgny Lindgren och Eric Åkerlund. Pseudonymen avslöjades av författarna själva år 2003. Tillsammans har Lindgren och Åkerlund under namnet Hans Lamborn givit ut kriminalromanen Den röda slöjan (1990), som förärades med Svenska Deckarakademins debutantpris. Romanen har sedan givits ut i omarbetad och utökad version under namnet Döden ett bekymmer (2003), under författarnas riktiga namn.

## Priser och utmärkelser
- Debutant-diplomet 1990